# Brachiacantha testudo
Brachiacantha testudo är en skalbaggsart som beskrevs av Thomas Casey 1899. Brachiacantha testudo ingår i släktet Brachiacantha och familjen nyckelpigor. Inga underarter finns listade i Catalogue of Life.